# 塞德福德 (內布拉斯加州)
塞德福德（英語：Thedford）是一個位於美國內布拉斯加州托馬斯縣的村。根據2010年美國人口普查，該地共人口188人，而該地的面積約為0.62平方千米。同時該地也是托馬斯縣的縣治。

## 地理
塞德福德的座標為41°58′44″N 100°34′30″W / 41.97889°N 100.57500°W，而該地的平均海拔高度為871米（即2858英尺）。